# Miokovci
Miokovci (en serbe cyrillique : Миоковци) est un village de Serbie situé sur le territoire de la Ville de Čačak, district de Moravica. Au recensement de 2011, il comptait 969 habitants.

## Démographie

### Évolution historique de la population
| 1948  | 1953  | 1961  | 1971  | 1981  | 1991  | 2002  | 2011 |
| ----- | ----- | ----- | ----- | ----- | ----- | ----- | ---- |
| 1 533 | 1 568 | 1 465 | 1 352 | 1 350 | 1 231 | 1 063 | 969  |

|  |